# Portslade
Portslade is een gebied in het bestuurlijke gebied Brighton and Hove, in het Engelse graafschap East Sussex. 

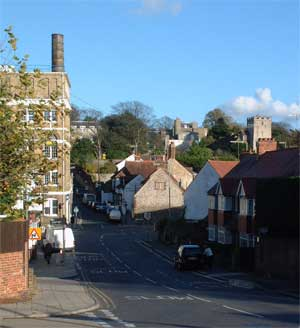
Portslade